# Дрегоєшть (комуна, Яломіца)
Дрегоєшть, Дрегоєшті (рум. Drăgoești) — комуна у повіті Яломіца в Румунії. До складу комуни входять такі села (дані про населення за 2002 рік):
- Валя-Бісерічій (110 осіб)
- Дрегоєшть (925 осіб)
- Кірою-Пеминтень (61 особа)
- Кірою-Сату-Ноу (53 особи)
- Кірою-Унгурень (12 осіб)

Комуна розташована на відстані 37 км на північний схід від Бухареста, 65 км на захід від Слобозії, 141 км на південний схід від Брашова.

## Населення
За даними перепису населення 2002 року у комуні проживала 1161 особа. Усі жителі комуни рідною мовою назвали румунську.
Національний склад населення комуни:
| Національність | Кількість осіб | Відсоток |
| -------------- | -------------- | -------- |
| румуни         | 1160           | 99,9%    |
| цигани         | 1              | 0,1%     |

Склад населення комуни за віросповіданням:
| Релігія            | Кількість осіб | Відсоток |
| ------------------ | -------------- | -------- |
| православні        | 1152           | 99,2%    |
| адвентисти         | 5              | 0,4%     |
| п'ятдесятники      | 1              | 0,1%     |
| греко-католики     | 1              | 0,1%     |
| лютерани           | 1              | 0,1%     |
| не вказали релігію | 1              | 0,1%     |

## Зовнішні посилання
- Дані про комуну Дрегоєшть на сайті Ghidul Primăriilor [Архівовано 13 січня 2012 у Wayback Machine.]